# Gérard Courtois
Gérard Courtois est un journaliste et éditorialiste politique français, né le 3 juin 1949 à Vincennes. Il a été directeur de la rédaction du Monde de 2004 à 2006.

## Biographie
Né en 1949 à Vincennes, Gérard Courtois effectue ses études à l'Institut d'Études Politiques de Paris. Entré au Monde en 1986, il est élu président de la Société des Rédacteurs en 1996, puis président de la Société des personnels du Monde en 2001. Il devient directeur de la rédaction en décembre 2004, en remplacement d'Edwy Plenel.
Journaliste politique, il a représenté le Monde au Grand Jury jusqu'en 2004. Il a également été éditorialiste au Midi Libre à partir de 2001, et intervient régulièrement sur France Culture, notamment dans L'esprit public. 
Dans "La fin d'un monde" (Perrin, 2019), Gérard Courtois rassemble une centaine de ses chroniques politiques hebdomadaires parues dans Le Monde, "depuis l'élection de Nicolas Sarkozy jusqu'à la révolte des « gilets jaunes », en passant par le quinquennat raté de François Hollande" 
Il remporte le Prix du livre politique 2025 pour « La Saga des élections présidentielles, De Charles de Gaulle à Emmanuel Macron » (Perrin, 464 pages), un récit des campagnes présidentielles depuis l’instauration du suffrage universel direct en 1962.